# Sabaria mediusta
Sabaria mediusta är en fjärilsart som beskrevs av W. Warren 1898. Sabaria mediusta ingår i släktet Sabaria och familjen mätare. Inga underarter finns listade.